# بوب كولويل
بوب كولويل (بالإنجليزية: Bob Colwell)‏ هو مهندس وعالم حاسوب أمريكي، ولد في 1954.